# Saint-Marien
Saint-Marien é uma comuna francesa na região administrativa da Nova Aquitânia, no departamento de Creuse. Estende-se por uma área de 12,78 km². Em 2010 a comuna tinha 186 habitantes (densidade: 14,6 hab./km²).